# Ricardo Prado
Ricardo Prado, (Andradina, 3 de enero de 1965) es un nadador brasileño ya retirado. Considerado uno de los mejores nadadores de Brasil de todos los tiempos, y el mejor nadador brasileño de la década de 1980. Prado fue plata olímpica, campeón del mundo y poseedor del récord mundial en los 400 metros medley.

## Biografía
Con apenas 14 años de edad, participó en el Juegos Panamericanos de 1979, en San Juan, donde terminó séptimo en el 400 m combinado, y el octavo en los 200 m combinado.
Prado participó en los Juegos Olímpicos de Moscú 1980. Nadó los 400 m combinados y los 100 m espalda, pero no llegó a la final.
El 8 de agosto de 1982, en el Campeonato Mundial de Natación de 1982 de Guayaquil, Prado ganó una medalla de oro en los 400 m combinados, con un tiempo de 4m19s78, estableciendo un nuevo récord mundial que se mantuvo hasta el 23 de mayo de 1984. Prado fue también en otras cuatro finales: el cuarto lugar en los 200 m mariposa (batiendo el récord sudamericano), y el octavo en el 200 m combinados, los 200 m espalda, y el 4 × 100 m medley. Prado tenía posibilidades de ganar un buen resultado también en el 200 m combinados, pero las condiciones eran adversas en Ecuador. "El hotel donde nos hospedamos era frecuentado por la gente más pobre. Estaba enfrente de la estación de autobuses de Guayaquil. Me las arreglé para llegar a la final de los 200m comibnados, pero yo era débil porque la comida era terrible, y terminé la carrera en el octavo lugar". Prado aterrizó en casa con el oro en su cuello, pero de una gran micosis en su vientre. Djan Madruga tuvieron peor suerte: contrajo fiebre tifoidea.
En el Universiadas de 1983, en Edmonton, Prado ganó dos medallas de bronce: en los 200 metros y 400 metros combinado. También terminó cuarto en los 200 m espalda, y el sexto en los 200 m mariposa.
Prado compitió en Juegos Panamericanos de 1983, en Caracas, donde ganó dos medallas de oro en los 200 metros y 400 metros combinado (batiendo el récord de la competición). También ganó dos medallas de plata: en los 200 m pecho, y en los 200 m mariposa (batiendo el récord sudamericano en ambas pruebas). En este momento, era muy difícil ganar una medalla de oro en natación en el Pan, ya que Estados Unidos todavía envió su primer equipo, que fue a la competencia en su mejor momento, lo que refuerza el logro de Prado.
Prado ganó la medalla de plata en los 400 m combinados en el Juegos Olímpicos de Los Ángeles 1984. También terminó cuarto en los 200 m espalda, 12 en el relevo 4 × 100 m estilos, y 17 en el 200 m combinado y los 200 m mariposa.
Prado participó en el Campeonato Pan-Pacífico de Natación de 1985, el primer año de la competición, en el que ganó la medalla de oro en los 400 metros combinado, y la medalla de bronce en los 200 metros mariposa. También terminó cuarto en los 200 metros pecho.
En el Universiadas de 1985, en Kobe, Prado ganó la medalla de oro en los 400 metros combinado y la medalla de bronce en los 200 metros combinado. También terminó cuarto en los 200 m espalda y en los 200 m mariposa.
En el Campeonato Mundial de Natación de 1986 de Madrid, Prado terminó séptimo en los 200 m combinado.
Aunque la sensación de agotamiento de los años de competencia, Prado todavía nadaba en el Juegos Panamericanos de 1987, en Indianápolis, donde ganó una medalla de plata en los 200 m espalda, y dos medallas de bronce en los 200 m combinado y el 4 × 100 metros estilos.
Prado comenzó a declinar después de haber perdido el oro en Los Ángeles 1984 a Alex Baumann. En 1987, Prado sentía cansado con su estatus de estrella. Durante ese año, todavía nadaba bien, ganando medallas en los Juegos Panamericanos, y habló con los periodistas sobre el entrenamiento para nadar en los Juegos Olímpicos de Seúl 1988. A principios de 1988, el diagnóstico positivo del Prado para la hepatitis marcó el inevitable. Prado se despidió de la natación de competición con sólo 23 años de edad.

## Récords
Además de batir el récord mundial de los 400 m combinado, Prado llegó al punto de poseer cinco récords sudamericanos individuales al mismo tiempo, en los Juegos Panamericanos de 1983 en Caracas. En esta competición, Prado rompió el récord sudamericano de Djan Madruga en los 200 m espalda, con un tiempo de 2m02s85. Este registro no se rompería hasta los Juegos Olímpicos de Seúl 1988 por Rogério Romero, con un tiempo de 2m02s26 en las eliminatorias. En Caracas, también rompió el récord sudamericano en los 200 m mariposa, con un tiempo de 1m59s00. Este registro no fue golpeado hasta 2003, 20 años después, por Kaio Almeida.
Prado rompió el récord sudamericano en los 400 m combinado en los Juegos Olímpicos de Los Ángeles 1984, con un tiempo de 4m18s45. Este registro sólo fue golpeado 20 años después, en 2004 por Thiago Pereira.
En los 200 m combinado, Prado rompió el récord sudamericano en Clovis, en 1983, con un tiempo de 2m04s10. Este registro duró 20 años y fue golpeado en 2003 por Diogo Yabe.

## Después de la natación profesional
En 2003, a los 38 años de edad, Prado sufrió un ataque al corazón, y más tarde tuvo un procedimiento de angioplastia en un hospital de Dallas, Texas.
Prado se desempeñó como director deportivo del Comité Organizador de los Juegos Panamericanos de 2007 en Río de Janeiro. A partir de 2013, trabaja como director deportivo del Parque Acuático María Lenk, en Río de Janeiro.
Prado se graduó con una maestría en Economía y en la Educación Física de la Southern Methodist University en Dallas, Texas. Además de su trabajo en el Parque Acuático Maria Lenk, actualmente trabaja como entrenador de natación en el Club Hebraica / Projeto Futuro. Él también es comentarista de natación para el canal de televisión de pago ESPN Brasil.